# Stanleya tomentosa
Stanleya tomentosa är en korsblommig växtart som beskrevs av Charles Christopher Parry. Stanleya tomentosa ingår i släktet Stanleya och familjen korsblommiga växter. Inga underarter finns listade i Catalogue of Life.

## Bildgalleri

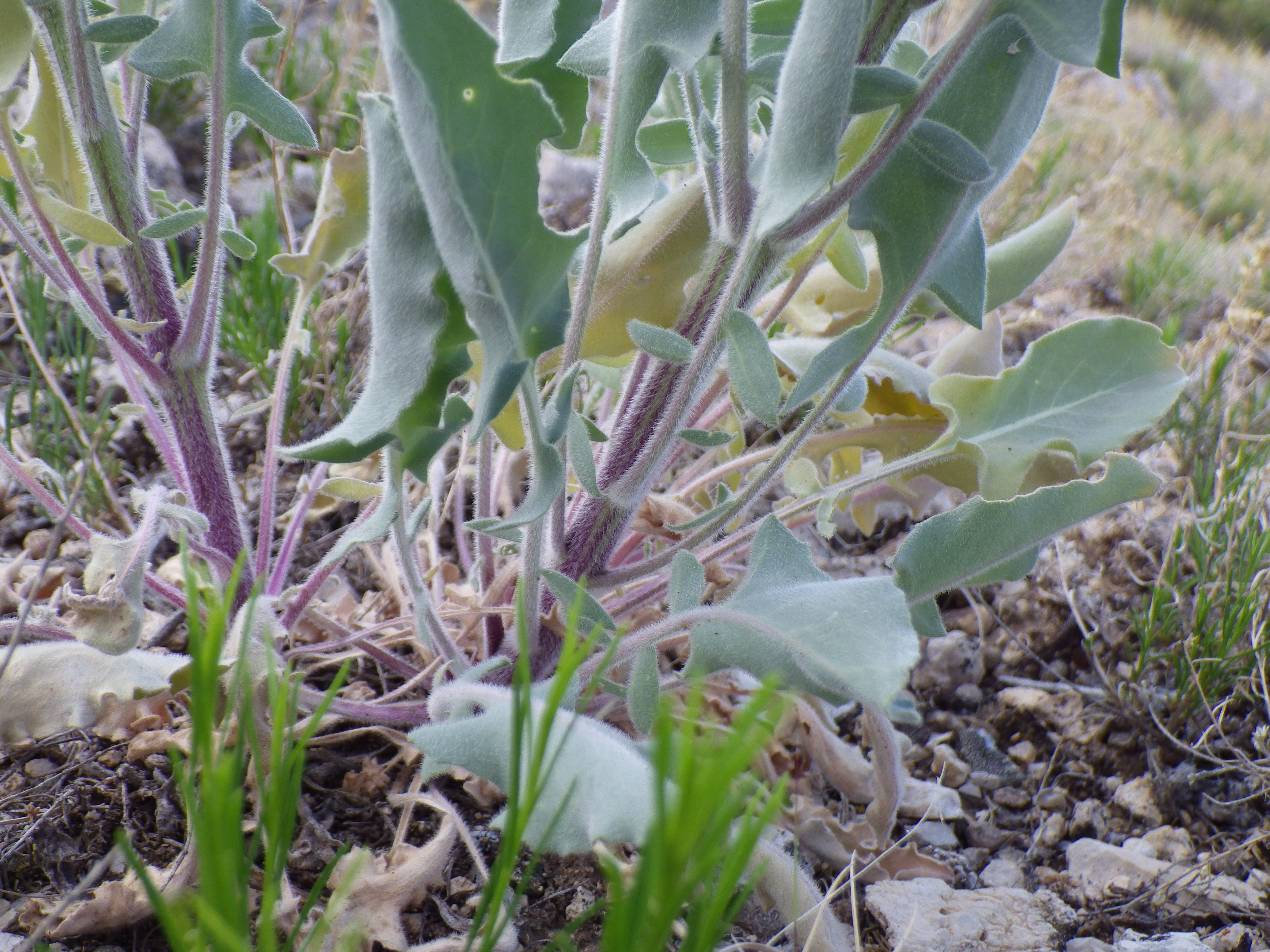
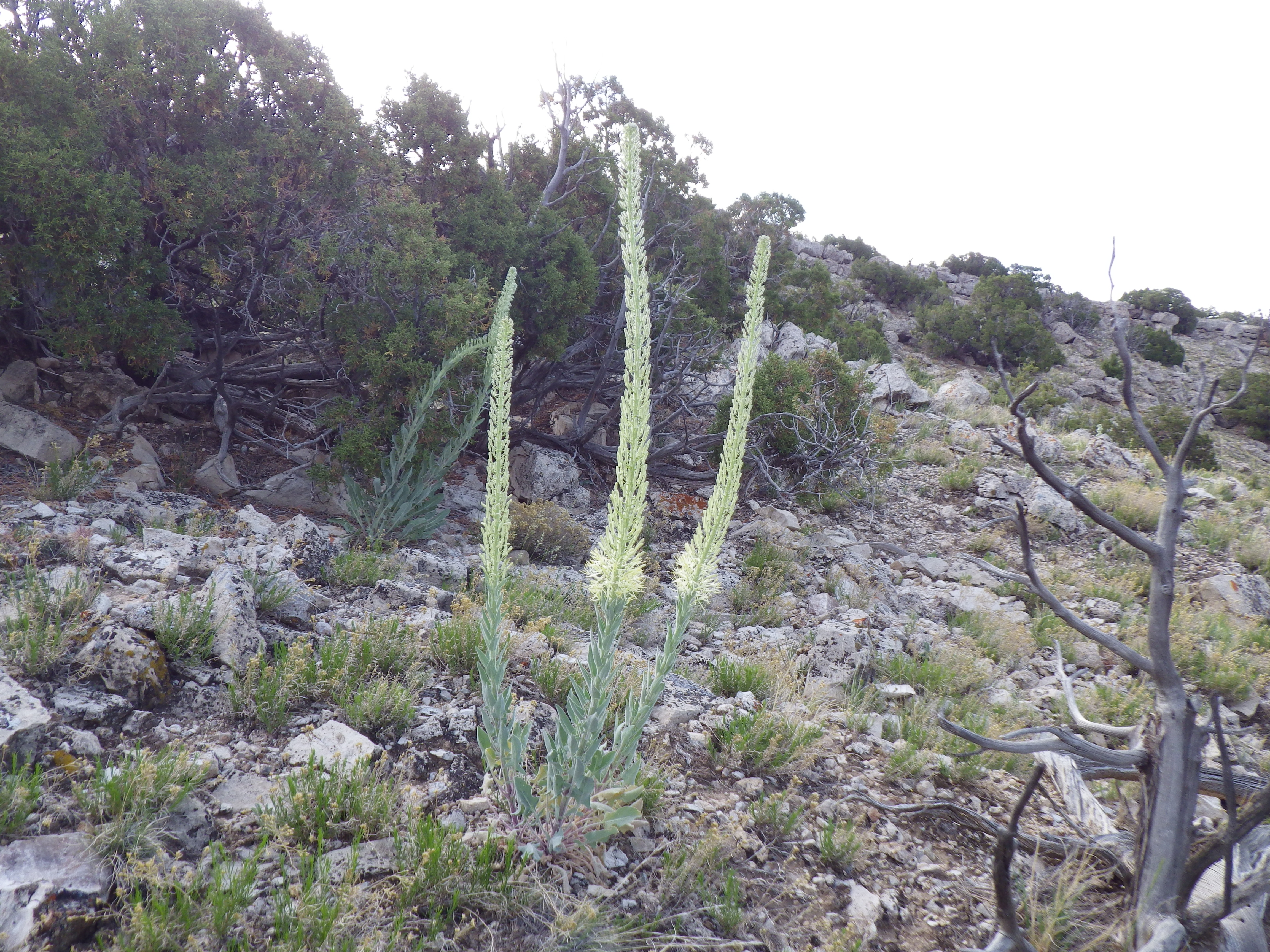
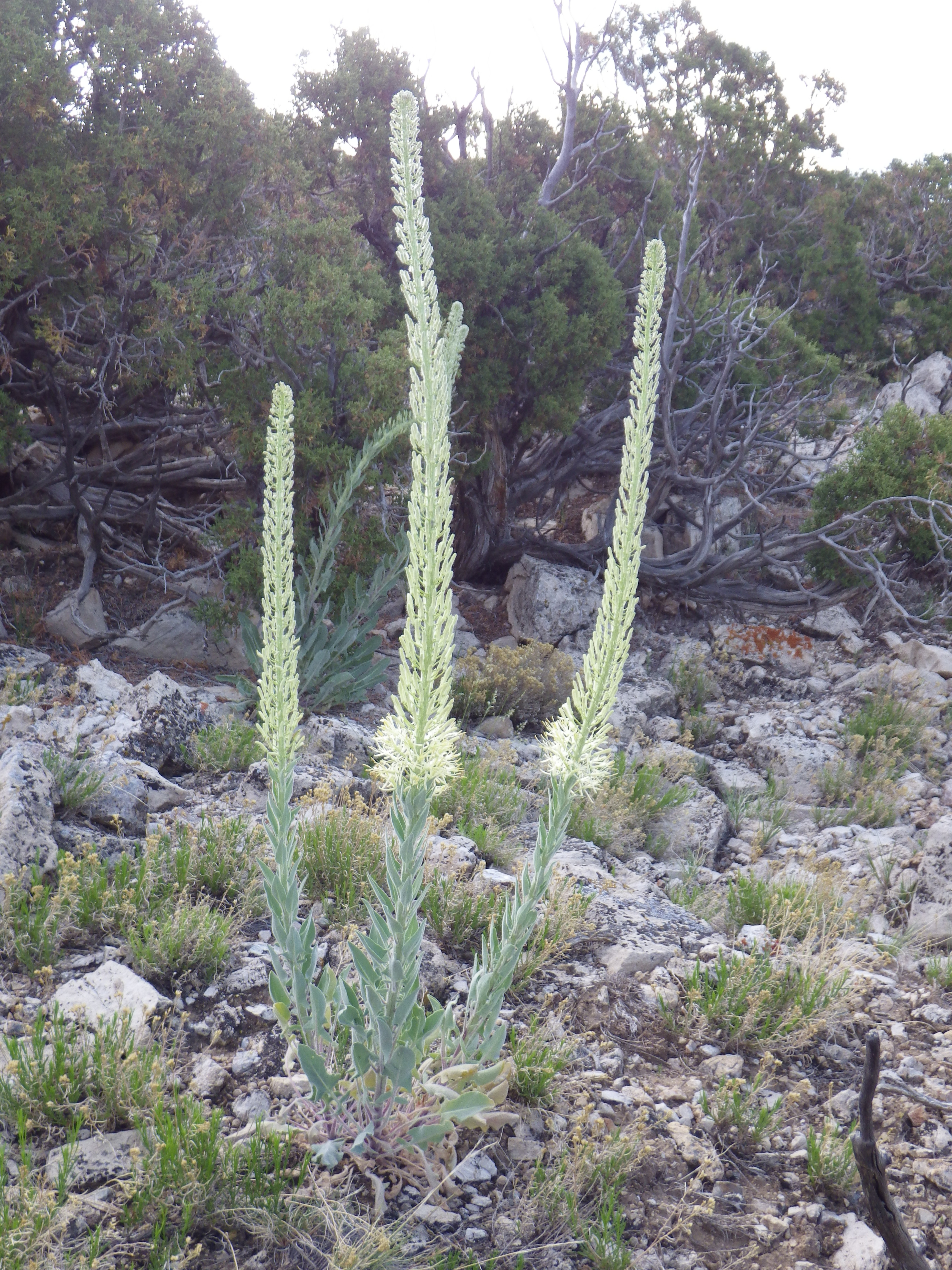
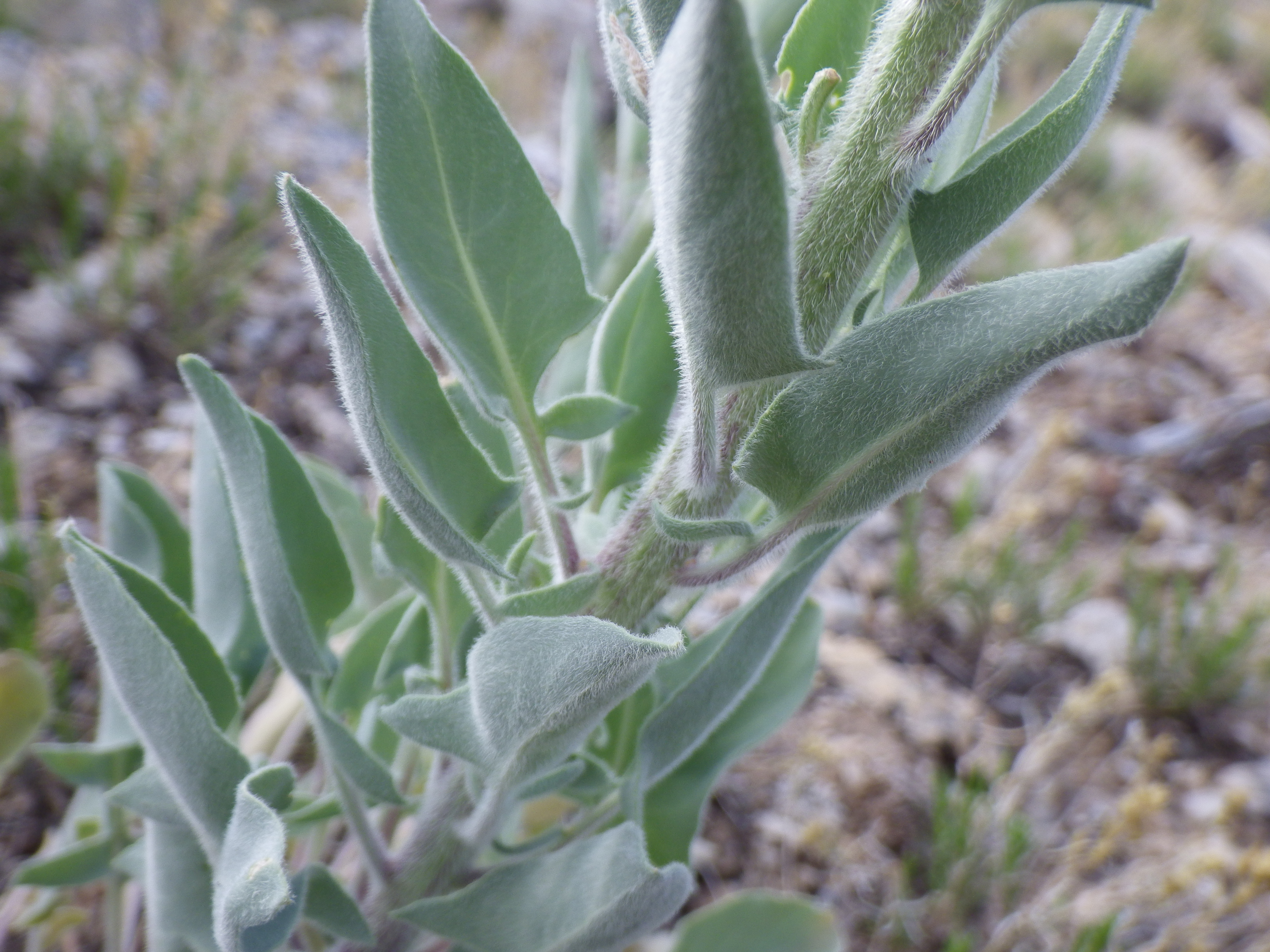
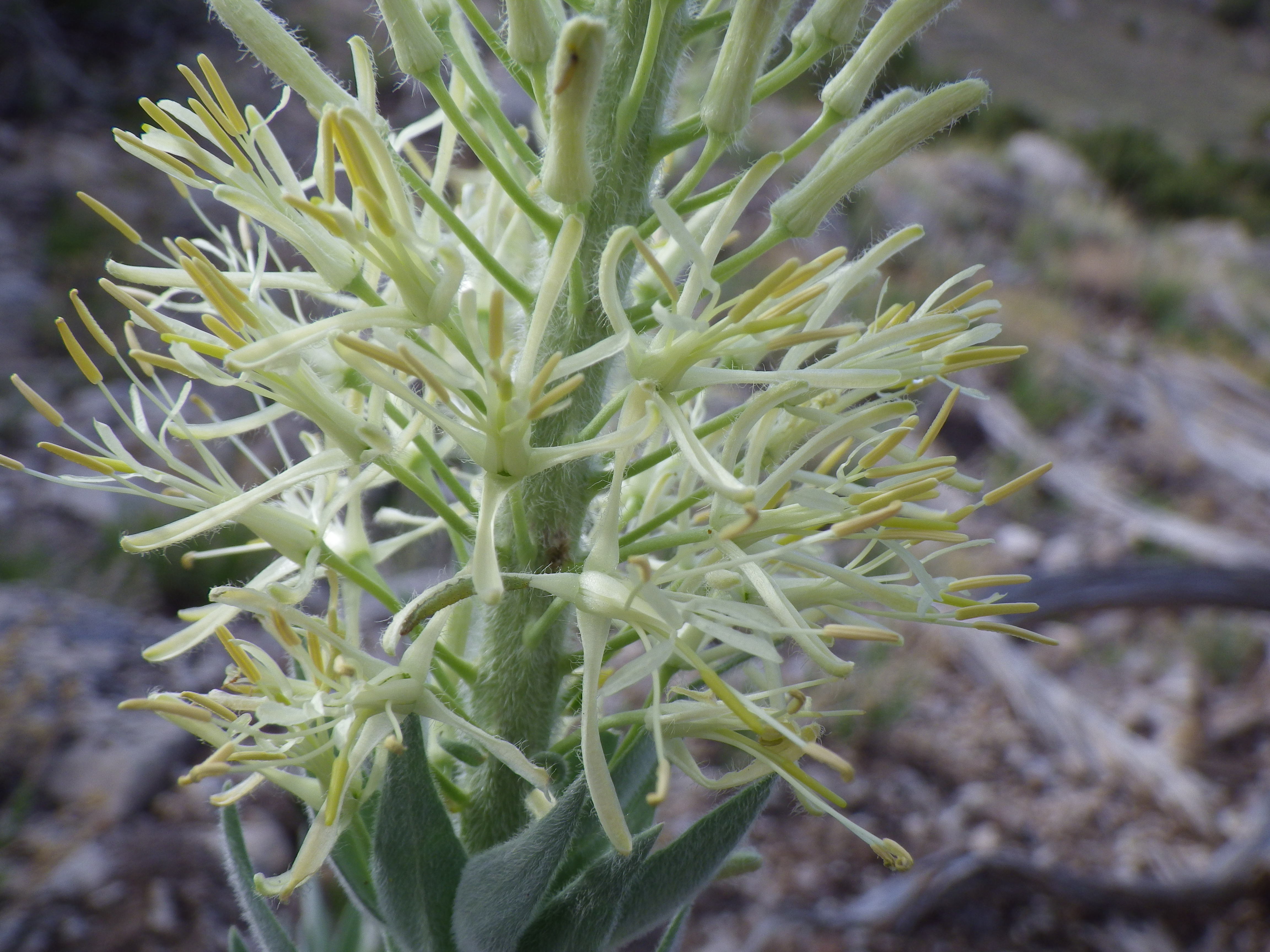
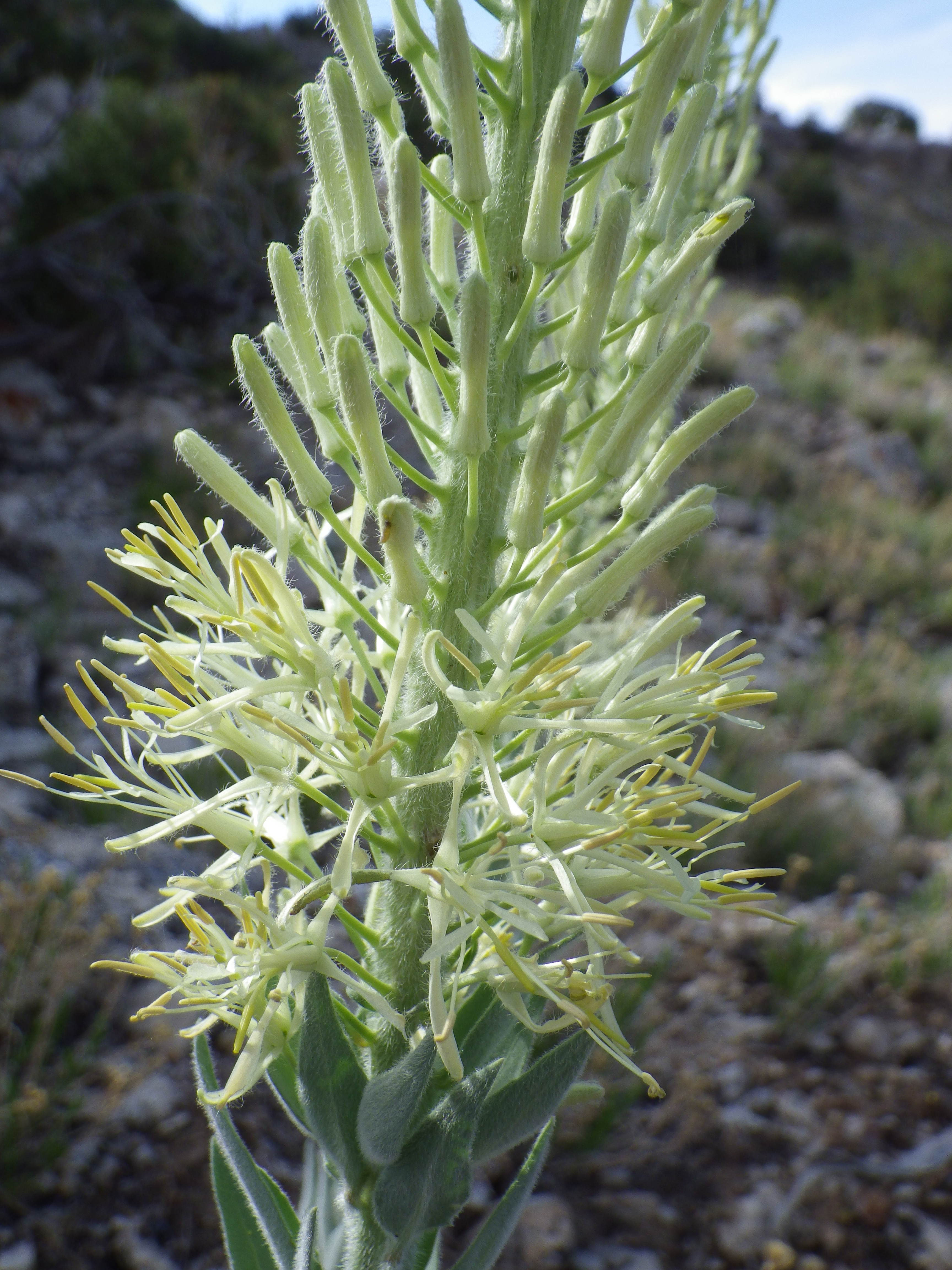